# Sierra Grande de Hornachos

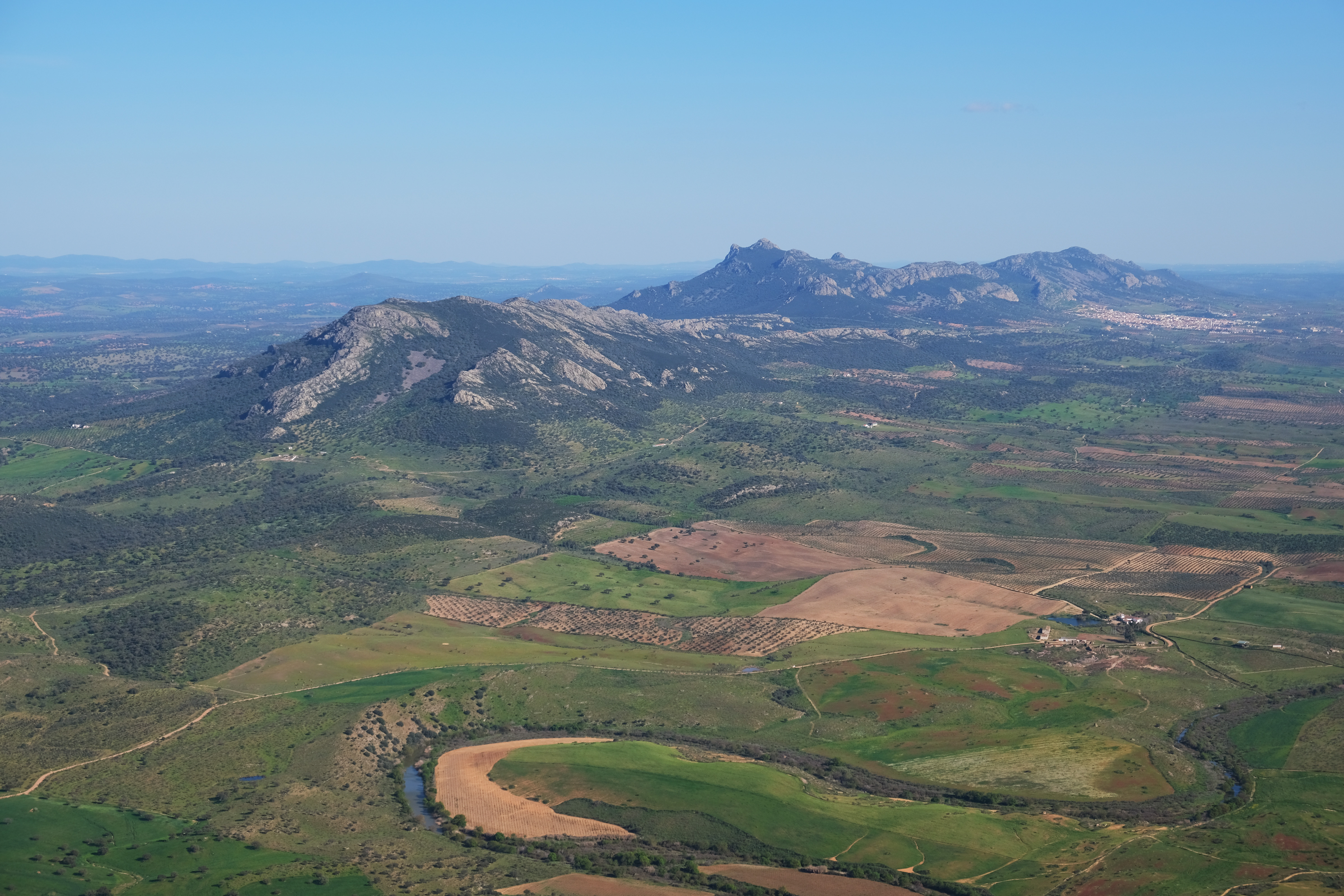
Sierra Grande de Hornachos.

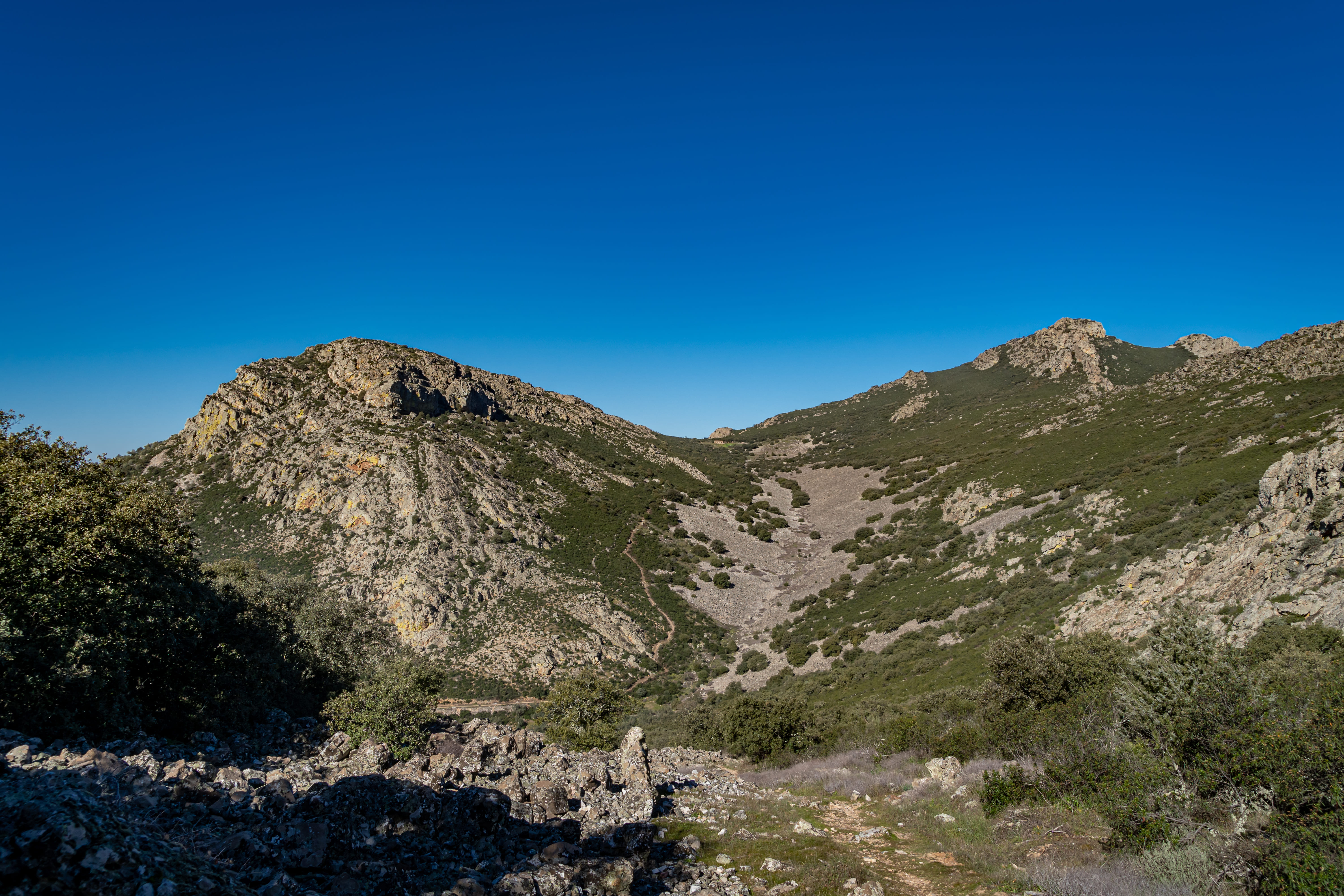
Sierra Grande de Hornachos. Zona denominada "Los Corraletes".

La Sierra Grande de Hornachos está situada en la zona central de la provincia de Badajoz y se eleva entre las comarcas de Tierra de Barros, La Serena y la Campiña Sur. Está junto a la localidad de Hornachos; es el macizo montañoso de más altitud de la zona de Tierra de Barros y está situado al sur de esta misma comarca. Al ser un macizo  dominante en medio de una zona bastante llana, esto hace que sus laderas viertan sus aguas en tres ríos distintos, el Matachel, río del centro de España, uno de los más importantes afluentes del río Guadiana, el río  Palomillas y el río Guadámez, que es afluente del río Guadiana. Está limitada al norte con un terreno  abrupto ya que están la Sierra de la Pedriza, la Sierra de Miradera y la  Sierra del Rincón. Por el suroeste la limita las márgenes despobladas de árboles del Embalse de Los Molinos y por el río Matachel. Muy cerca está la Campiña Sur.
La vista general de la «Sierra Grande» es sucesión de zonas altas rocosas rodeada por un matorral de monte bajo muy tupido junto a un bosque espeso, que representan un entorno ideal para la vida de una abundante fauna mediterránea en un entorno de bosque espeso de  encinas, arbustos y  carrascal así como   acebuchales en los valles y  enebrales . También hay zonas de encinares mexclados con alcornocales lo cual es frecuente an la dehesa extremeña. El  buitre leonado y el  águila real sobrevuela las cumbres más altas de la «Sierra Grande».
El bosque, el matorral tipo mediterráneos y  las dehesas alimentan a unas 220 especies de vertebrados que habitan en esta zona. La fauna autóctona de los ríos tiene una gran presencia en esta zona, con especies tales como el jarabugo, el  calandino la  boga y la pardilla.  Entre los anfibios se pueden encontrar el  gallipato, el  tritón ibérico, la  ranita de San Antonio y el sapo común. Por parte de los reptiles, se encuentran la  salamanquesa común, la  víbora hocicuda,  la culebra de herradura y la bastarda, el  lagarto verdinegro y el galápago europeo.